# مونتسنبرگ (هسن)
شهر مونتسنبرگ (به آلمانی: Münzenberg) در ایالت هسن در کشور آلمان واقع شده‌است.